# Mbinga Mjini B
Mbinga Mjini B ist ein Verwaltungsbezirk (Ward) des Distrikts Mbinga (TC) in der tansanischen Region Ruvuma.

## Geografie
Mbinga Mjini B liegt im Südwesten von Tansania. Es ist das südliche Stadtzentrum der Distrikthauptstadt Mbinga. Der Bezirk grenzt im Norden an Mbambi und Mbinga Mjini, im Osten an Luhuwiko, im Südosten an Lusonga und im Südwesten und im Westen an Masumuni. Bei der Volkszählung 2022 lebten 3160 Menschen in 949 Haushalten auf einer Fläche von 1,4 Quadratkilometern.

## Gliederung
Der Bezirk besteht aus vier Stadtteilen (Kitongoji):
- Mbiku
- Mission
- Mlandizi
- Masasi

## Infrastruktur
- Bildung: Die einzige weiterführende Schule des Bezirks ist die Mbinga Secondary School.[6] Diese staatliche Schule bildet Tages- und Internatsschüler bis zur 4. Stufe aus.[7]
- Verkehr: Durch den Südosten des Bezirks verläuft die asphaltierte Nationalstraße T12 zum Malawisee.[8]